# بيديمونتي ماتيزي
بيديمونتي ماتيزي (بالإيطالية: :Piedimonte Matese)‏ هي كومونا في مقاطعة كزرتة في منطقة كمبانية الإيطالية، وتقع على بعد 82 كم شمال نابولي، و 40 كم شمال كزرتة.